# Geílson de Carvalho Soares
Geílson de Carvalho Soares (* 10. April 1984 in Cuiabá) ist ein ehemaliger brasilianischer Fußballspieler.

## Karriere
Der 1,84 Meter große Stürmer begann seine Karriere bei Athletico Paranaense, bei dem er von 2000 bis 2001 unter Vertrag stand. In der zweiten Saison stieg er in die Serie A auf, absolvierte im ersten Jahr jedoch keine Ligaspiele. Nach zwei Spielzeiten wechselte er zum Mixto EC. Nach der Saison wurde er für das Jahr 2003 von Albirex Niigata ausgeliehen und absolvierte zwei Ligaspiele. Anschließend wechselte er zum SC Internacional nach Porto Alegre.
Im Jahre 2004 wechselte er zum FC Santos, kam aber in der Liga zunächst zu keinem Einsatz. 2005 bestritt er 27 Ligaspiele und erzielte zehn Tore. Nach drei Jahren wurde er vom saudi-arabischen Verein Al Hazm ausgeliehen, für den er in der Saison 2006/07 18 Ligaspiele absolvierte und sechsmal traf. Seine nächste Station war ab 2007 auf Leihbasis sein alter Jugendverein Athletico Paranaense, bei dem Geílson acht Ligaspielen absolvierte. Danach bestritt er 30 Ligaspiele für Náutico Capibaribe und erzielte acht Tore. In der Saison 2010/11 unterzeichnete er einen Vertrag beim Guarani FC und absolvierte vier Ligaspiele. Nach der Saison wurde er für die Saison 2011/12 an den ABC Natal verliehen, bestritt zwölf Ligaspiele und erzielte dabei ein Tor. Anschließend war er leihweise beim Santa Cruz FC aktiv und erzielte in 15 Ligaspielen acht Tore.
Nach acht Jahren beim FC Santos unterschrieb er einen Vertrag beim iranischen Verein Tractor Sazi Täbris, für den er von 2012 bis 2013 13 Ligaspiele absolvierte und zwei Tore erzielte. Danach war Geílson für Mixto EC, Al-Riffa SC (Saudi-Arabien), Operário FC (MT), Cuiabá EC und den CA Votuporanguense aktiv, wo noch 2016, nach keinem Einsatz, sein Vertrag aufgelöst wurde.
Daraufhin nahm ihn Ende 2017 der CE Dom Bosco unter Vertrag. Für den brasilianischen Viertligisten debütierte er am 27. Mai 2017 (2. Spieltag) gegen den AA Luziana, als er kurz nach der Halbzeitpause ins Spiel kam.

## Erfolge
- Iranischer Meister: 2013
- Bahrainischer Meister: 2014
- Gewinner einer Staatsmeisterschaft in Brasilien: 2009, 2012